# Bianca Atzei

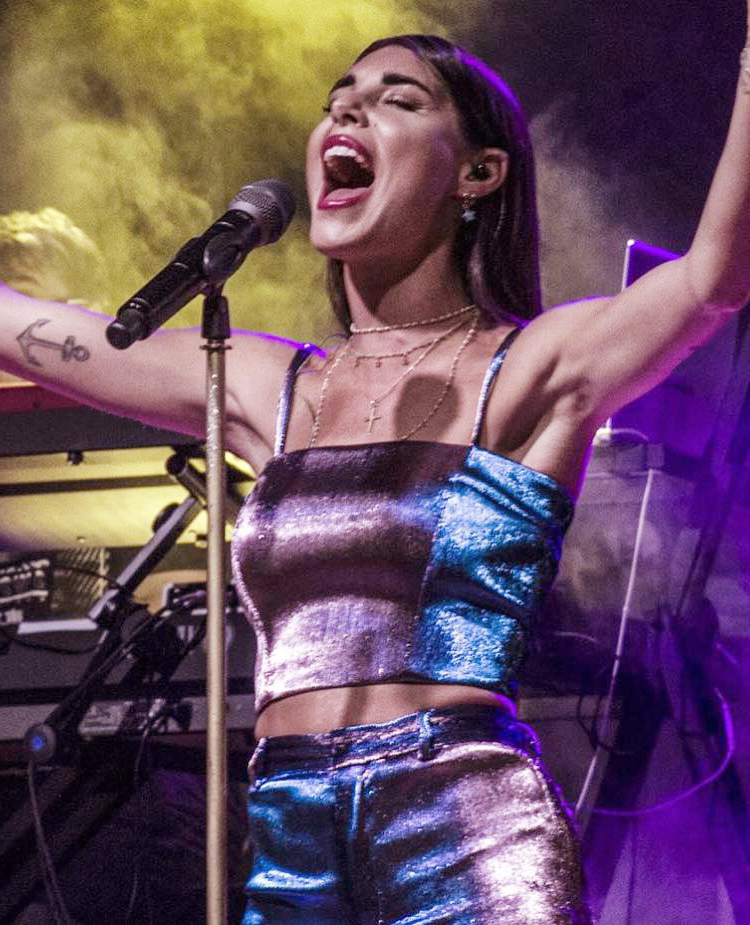
Atzei bei einem Auftritt, 2018

Bianca Atzei (* 8. März 1987 in Mailand als Veronica Atzei) ist eine italienische Popsängerin.

## Werdegang
Die Mailänderin mit sardischen Wurzeln debütierte 2012 als Sängerin. Ihre ersten Singles waren La gelosia und La paura che ho di perderti, bei denen sie mit Francesco Silvestre (Modà) und dessen Label Ultrasuoni zusammenarbeitete. Zusammen mit Modà hatte Atzei in der Folge auch Liveauftritte, ebenso mit Gianni Morandi. Für den Soundtrack der Miniserie Anna Karenina auf Rai 1 nahm sie 2013 den Randy-Crawford-Song One Day I’ll Fly Away neu auf.
Nach bereits mehreren Versuchen, am Sanremo-Festival teilzunehmen (etwa zusammen mit Alex Britti), gelang es Atzei 2015 mit dem von Silvestre geschriebenen Lied Il solo al mondo. Das Lied erreichte lediglich den 14. Platz. Im Anschluss erschien Atzeis Debütalbum Bianco e nero. Nach weiteren Fernsehauftritten 2016 wurde für das Sanremo-Festival 2017 die erneute Teilnahme der Sängerin angekündigt. Mit Ora esisti solo tu erreichte sie den neunten Platz.

## Diskografie
Alben

| Jahr | Titel         | Höchstplatzierung, Gesamtwochen, AuszeichnungChartsChartplatzierungen (Jahr, Titel, Platzierungen, Wochen, Auszeichnungen, Anmerkungen) | Anmerkungen |
| Jahr | Titel         | IT | Anmerkungen |
| ---- | ------------- | --- | ----------- |
| 2015 | Bianco e nero | IT15 (22 Wo.)IT |             |

Singles

| Jahr | Titel Album                                           | Höchstplatzierung, Gesamtwochen, AuszeichnungChartsChartplatzierungen (Jahr, Titel, Album, Platzierungen, Wochen, Auszeichnungen, Anmerkungen) | Anmerkungen                |
| Jahr | Titel Album                                           | IT | Anmerkungen                |
| ---- | ----------------------------------------------------- | --- | -------------------------- |
| 2012 | La gelosia Bianco e nero                              | IT33 (13 Wo.)IT |                            |
| 2012 | L’amore vero Bianco e nero                            | IT52 (9 Wo.)IT |                            |
| 2013 | La paura che ho di perderti Bianco e nero             | IT37 Gold · (17 Wo.)IT | Verkäufe: + 25.000         |
| 2013 | One Day I’ll Fly Away Bianco e nero                   | IT85 (1 Wo.)IT |                            |
| 2014 | Non è vero mai Bianco e nero                          | IT36 (12 Wo.)IT | Alex Britti & Bianca Atzei |
| 2015 | Il solo al mondo Bianco e nero                        | IT68 (2 Wo.)IT |                            |
| 2015 | Intro Il bello d’esser brutti (Multiplatinum Edition) | IT33 (39 Wo.)IT | J-Ax feat. Bianca Atzei    |
| 2017 | Ora esisti solo tu                                    | IT21 Gold · (8 Wo.)IT | Verkäufe: + 25.000         |

## Belege
1. ↑  Alben von Bianca Atzei. In: Italiancharts.com. Hung Medien, abgerufen am 4. April 2018.
2. ↑  Chartquellen (Singles):
  - Guido Racca & Chartitalia: Top 100 FIMI Singoli. Lulu, 2013, S. 67.
  - Archivio classifiche Top Singoli. FIMI, abgerufen am 21. März 2017 (italienisch).
3. 1 2  Auszeichnungsarchiv. FIMI, abgerufen am 11. Januar 2017.

| Personendaten    | Personendaten                     |
| ---------------- | --------------------------------- |
| NAME             | Atzei, Bianca                     |
| ALTERNATIVNAMEN  | Atzei, Veronica (wirklicher Name) |
| KURZBESCHREIBUNG | italienische Popsängerin          |
| GEBURTSDATUM     | 8. März 1987                      |
| GEBURTSORT       | Mailand                           |